# Aventinski grič
Aventinski grič, (latinsko Collis Aventinus; italijansko Aventino, izgovorjava [avenˈtiːno], tudi Aventino Maggiore) je eden od sedmih gričev, na katerih je bil zgrajen stari Rim. Visok je 46 m.

## Lega in meje
Aventinski grič je najjužnejši od sedmih rimskih gričev. Ima dve različni višini, eno višjo na severozahodu (Aventinus Major) in eno nižjo na jugovzhodu (Aventinus Minor), razdeljeni s strmo razpoko, ki zagotavlja podlago za starodavno cesto med višinami. V času Rrepublike sta bila oba griča morda priznana kot ena sama entiteta.
Avgustove reforme mestnih sosesk v Rimu (vici) so starodavno cesto med obema višinama (sodobno Viale Aventino) prepoznale kot skupno mejo med novim Regio XIII, ki je absorbiral Aventinus Maior in delom Regio XII, znanim kot Aventinus Minor.

## Etimologija in mithologija
Večina rimskih virov navaja, da ime griča izvira od legendarnega kralja Aventina. Servij identificira dva kralja s tem imenom, enega staro italskega in enega albanskega, oba naj bi bila pokopana na griču v daljni antiki. Servij verjame, da je grič dobil ime po starodavnem italskem kralju Aventinusu. Zavrača Varrov predlog, da so Sabinci grič poimenovali po bližnji reki Aventus; prav tako meni, da je bil Aventinus, ki je bil oče Herkula po Rhei Silviji, verjetno imenovan po Aventinskem griču.
Aventin je bil pomembno mesto v rimski mitologiji. V Virgilijevi Eneidi, v jami na skalnatem pobočju Aventina ob reki, domuje pošastni Kako, velikan, ki diha z ognjem in sin Vulkana, ki ga je Herkul ubil zaradi kraje Gerionovega goveda. V ustanovitvenem mitu Rima božansko rojena dvojčka Romul in Rem prirejata avgurije (prerokovanje avgurov s pticami), katerega izid je določal pravico do ustanovitve, poimenovanja in vodenja novega mesta ter določitve njegovega položaja. V večini različic zgodbe Rem postavi svoj avguralni šotor na Aventinu; Romul se postavi na Palatin.
Vsak vidi številne ugodne ptice (aves), ki pomenijo božansko odobravanje, vendar jih  Rem vidi manj kot Romul. Romul nadaljuje z ustanovitvijo mesta Rim na mestu njegove uspešne avgurije. Zgodnejša varianta, najdena pri Eniju in nekaterih kasnejših virih, je Romul svojo avgurijo izvedel na enem od Aventinskih gričev. Rem nastopa drugje, morda na jugovzhodni višini, nižjega od dveh gričev Aventina, ki je bila predhodno identificirana z Enijevim Mons Murcus.
Skutsch (1961) meni, da je Eniujeva varianta najverjetnejša, Romulova palatinska avgurija pa poznejši razvoj, potem ko je skupna raba razširila ime Aventina, ki se je prej uporabljalo le za višjega, severovzhodnega in vključilo njegovega nižjega soseda. Avguralna pravila in sam mit so zahtevali, da vsak dvojček svoje avgurije izvede na drugem mestu; zato je bil Romul, ki je zmagal in ustanovil mesto, premeščen na srečnejši Palatin, tradicionalno mesto ustanovitve Rima. Manj srečni Rem, ki je izgubil ne le tekmovanje, ampak pozneje tudi svoje življenje, je ostal na Aventinu: Servij ugotavlja, da ima Aventin sloves preganjalca "neugodnih ptic".

## Zgodovina

### Rimsko obdobje
Po rimski tradiciji Aventin ni bil vključen v prvotno rimsko ustanovitev in je ležal zunaj starodavne svete meje mesta (pomerium). Rimski zgodovinar Tit Livij poroča, da je Ank Marcij, četrti rimski kralj, premagal Latince iz Politoriuma in jih tja preselil. Rimski geograf Strabon pripisuje Anku gradnjo mestnega obzidja za vključitev Aventina. Drugi isti zid pripisujejo šestemu rimskemu kralju Serviju Tuliju. Ostanki, znani kot Servijev zid, so uporabljali kamen, ki so ga izkopali v Vejiu, ki ga je Rim osvojil šele okoli leta 393. pr. n. št., zato je bil Aventin morda delno obzidan ali občasno predmestje.
Zdi se, da je Aventin deloval kot nekakšno uprizoritveno mesto za zakonit vstop tujih narodov in tujih kultov v rimsko področje. V pozni kraljevski dobi je Servij Tulij zgradil Dianin tempelj na Aventinu kot rimsko središče za novo ustanovljeno Latinsko ligo. Aventinov zunanji položaj, njegova dolgoletna povezanost z Latinci in plebejci ter njegov zunajpomenski položaj odražajo njegov zgodnji robni položaj. Nekje okoli leta 493 pr. n. št., kmalu po izgonu zadnjega rimskega kralja in ustanovitvi Rimske republike, je rimski senat zagotovil tempelj za tako imenovano Aventinsko triado Cerera, Liber in Libera, bogov zavetnikov rimskih občanov oz. plebsa; posvetitev je sledila eni prvih v dolgi seriji ogroženih ali dejanskih plebejskih odcepitev. Tempelj je nudil pogled na Circus Maximus in tempelj Veste ter se obrnil proti Palatinskemu griču. Postal je pomembno skladišče plebejskih in senatorskih zapisov.
Domneva se, da je bil Aventin javno zemljišče (Ager publicus) v državni lasti; leta 456. pr. n. št.je Lex Icilia dovolil ali odobril lastninsko pravico plebsa. Do leta 391. pr. n. št. je mestni presežek prehitel Aventin in Campus Martius ter mesto pustilo ranljivo za napad; okoli tega leta so Galci zasedli mesto in ga začasno zadržali. Po tem je bilo obzidje obnovljeno ali razširjeno, da so ustrezno vključili Aventin; to bolj ali manj sovpada z naraščajočo močjo in vplivom aventskih plebejskih edilov in tribunov v rimskih javnih zadevah ter z vzponom plebejskega plemstva.
Rim je preko Aventina absorbiral veliko več tujih božanstev: »Nobena druga lokacija se ne približuje koncentraciji tujih kultov«. Leta 392 pred našim štetjem je patricij Kamil tam ustanovil tempelj Juno Regina. Kasnejše uvedbe so bog nočnega grmenja Suman, ok. leta 278, bog letnih časov Vortumnus, ok. leta 264, nekaj pred koncem 3. stoletja pa Minerva.

#### Cesarska era
V cesarski dobi se je značaj griča spremenil in postal je sedež številnih aristokratskih rezidenc, vključno z zasebnima hišama Trajana in Hadrijana, preden sta postala cesarja, in Lucija Licinija Sure, Trajanovega prijatelja, ki je zgradil zasebna kopališča. V času Septimija Severa sta tam živela tudi cesar Vitelij in Praefectus urbi Lucij Fabij Cilo. Aventin je bil tudi kraj Decijevega kopališča, zgrajenega leta 252.
Ta nov značaj aristokratske soseske je bil verjetno vzrok njegovega popolnega uničenja med plenjenjem Rima, ki ga je izvedel vodja Vizigotov Alarik I. leta 410. 
Revnejše prebivalstvo se je medtem preselilo na jug, na ravnino blizu pristanišča (Emporium) in na drugi breg Tibere.

### Sodobnost
V obdobju fašizma so se na tem griču po umoru Giacoma Matteottija upokojili številni poslanci opozicije, ki se je s tako imenovano »aventinsko secesijo« končala - njihova prisotnost v parlamentu in posledično njihova politična dejavnost.
Grič je zdaj eleganten stanovanjski del Rima z bogatim arhitekturnim fondom, vključno s palačami, cerkvami in vrtovi, na primer baziliko Santa Sabina in Rimskim rozarijem, ustanovljenim leta 1931. Tam gojijo več kot 1100 sort vrtnic, od katerih jih je veliko daril iz držav po vsem svetu.

## V popularni kulturi
Aventinski grič je upodobljen kot grobo delavsko območje starega Rima v priljubljeni seriji zgodovinskih romanov Falco, ki jih je napisala Lindsey Davis o Marcusu Didiusu Falcu, "zasebnem obveščevalcu", ki občasno dela za cesarja Vespazijana in živi na Aventinu.
Ista podoba je prikazana v večini serije Rim, v kateri je Aventin dom Lucija Vorena. V drugi sezoni si Voren in njegov prijatelj legionar Tit Pullo prizadevata ohraniti red v različnih kolegijih, ki se tam potegujejo za oblast.
Zvezdne ladje razreda Vesta v romanih Zvezdne steze so poimenovane po sedmih rimskih gričih. Najbolj znana ladja je ameriška ladja Aventin pod vodstvom stotnika Ezrija Daxa.